# Титаник (мини-сериал)
«Тита́ник» — телевизионный мини-сериал Роберта Либермана. Премьера состоялась 17 ноября 1996 года. Сериал был снят и выпущен на волне шумихи, сопровождавшей производство одноимённого блокбастера 1997 года Джеймса Кэмерона (премьера состоялась ещё до того, как фильм Кэмерона был закончен). И хотя в США и Великобритании этот сериал был расценен в итоге как жалкая подделка фильма Кэмерона (критиковались неуместные в сюжете сцены и плохая актёрская игра), он в то же время имел большую популярность в странах Азии и Европы. В некоторых странах (как, например, в Бразилии) фильм выпускался как сиквел фильма Кэмерона.      
Слоган фильма — «The story so few lived to tell» (с англ. — «рассказанная немногими выжившими история»).
Главная музыкальная тема фильма была написана композитором Ленни Нихаусом.
Это первый в истории фильм о «Титанике», в котором показано, как лайнер раскалывается надвое.

## Сюжет
«Титаник» следует трем основным сюжетным линиям.
Изабелла Парадайн путешествует на «Титанике», чтобы присоединиться к своему мужу после посещения похорон своей тети в Соединенном Королевстве. На борту она встречает Уинна Парка, своего бывшего возлюбленного. Она снова влюбляется в него, и после непродолжительного романа посылает своему мужу радиограмму, в которой сообщает, что они больше не могут быть вместе (несмотря на совместную дочь). Когда корабль начинает тонуть, Изабелла неохотно покидает Уинна, когда он заставляет ее сесть в спасательную шлюпку. Когда шлюпку спускают на воду, Изабелла признается в долго хранимом секрете, что ее дочь Клэр на самом деле от Уинна. Позже, на борту «Карпатии», она убита горем, когда находит на палубе безжизненное тело Уинна, умершего от переохлаждения, но, к счастью, когда «Карпатия» достигает Нью-Йорка, она воссоединяется со своей семьей, которая пребывает в блаженном неведении о свидании Изабеллы, потому что телеграмма так и не была отправлена из-за катастрофы.
Также в первом классе находится семья Эллисон, возвращающаяся домой в Монреаль со своими двумя маленькими детьми и новой медсестрой Элис Кливер. Они постепенно становятся настороженными и подозрительными по отношению к ее истерическому и невротическому поведению. Позже девушка-горничная спрашивает ее, видела ли она ее в Каире в прошлом месяце, но вскоре понимает, что помнит ее по получившему широкую огласку судебному процессу, на котором Элис обвиняли в том, что она сбросила своего ребенка с поезда. Когда лайнер начинает тонуть, Элис Кливер впадает в панику и быстро садится в спасательную шлюпку вместе с Тревором, маленьким сыном Эллисонов. Родители с маленькой дочерью не знают, что ребенок в безопасности, и отказываются покидать корабль без него, что в итоге стоит им жизни.
В третьем классе молодой бродяга по имени Джейми Перс крадет билет, чтобы попасть на борт. Ему удается подружиться с одним из членов экипажа, Саймоном Дунаном, который также является грабителем, но позже выясняется, что он гораздо более жестокий и бессердечный преступник, чем Джейми. Молодой человек влюбляется в Аасе (произносится Оса) Людвигсен, недавно принявшую христианство и миссионерство. В ночь потопления Дунан жестоко насилует и избивает Аасе, в результате чего она теряет веру и волю к жизни, но Джейми удается затащить ее в шлюпку Изабеллы. Незаметно для них Дунан также пробирается на борт той же шлюпки, переодевшись старухой. После того, как корабль тонет, Дунан сбрасывает Аасе со спасательной шлюпки после того, как она узнает его, и он пытается удержать пассажиров в лодке в заложниках под дулом пистолета, но офицер Лоу, который отвечает за лодку, бьет Дунана веслом по голове, ломая ему шею и убивая его. Самому Джейми удается выжить, когда он случайно падает в одну из последних спасательных шлюпок перед тем, как корабль затонет. Впоследствии он искупает свою прошлую жизнь после того, как находит Аасе во временном госпитале на борту «Карпатии». В конце концов, по прибытии в Нью-Йорк они планируют начать новую совместную жизнь.

## Ошибки и исторические неточности
- У команды «Титаника» не было биноклей.
- Пассажирка первого класса Маргарет Браун на самом деле села на «Титаник» в Шербуре, а не Саутгемптоне. В то время она еще не была известна как «Молли». В отличие от экранной героини, где ее показали как гиперсексуальную хабалистую даму, Браун была умной и воспитанной женщиной, занимающейся общественными и политическими проблемами.
- Капитан Смит объясняет Брюсу Исмею и старшим офицерам состояние корабля после столкновения с айсбергом. На самом деле, по свидетельствам выживших, делал это не капитан, а кораблестроитель, инженер «Титаника» — Томас Эндрюс.  Действительно, Эндрюс играл ключевую роль в событиях той ночи, но авторы фильма опустили его из фильма в целом.
- Док Саутгемптона оказался на противоположной стороне.
- Танго появился в борделях Аргентины и был неуместным танцем для того времени, тем более для пассажиров первого класса. Кроме того, во время обеда танцев на «Титанике» не было.
- В день отплытия никаких пресс-конференций не проводилось. А диалог между капитаном и журналистами был посвящен другому лайнеру компании «Уайт Стар Лайн» — «Адриатику».
- Синематограф. К 1912 году «движущиеся картины» были уже не в диковину. Кроме того, ни один из персонажей не мог знать о Мэри Пикфорд; она стала главной кинозвездой после 1917 года.
- Несколько пассажиров посещают рубку, специализированное «окно», где находятся радисты, чтобы получать или отправлять беспроводные телеграммы. Такого «окна» не было на «Титанике»; пассажиры первого класса отправляли и получали телеграммы с помощью стюардов, которые передавали их операторам Маркони.
- Дизайн помещений и корабля.  Несколько ошибок в дизайне  очевидны: отсутствие палубы «В»; обеденный салон располагался не на палубе «А», как показано в фильме, а на палубе «D», кроме того, обеденный салон был покрашен в белый цвет, а не в сливочно-персиковый; вход в зал осуществлялся с двух сторон через двери, открывающиеся из зала для приемов, который находился у парадной лестницы; в фильме же доступ в зал пролегал через огромные арочные проемы.
- «Чайная» — двухэтажная зала, которая отсутствовала в реальности. Возможно, это помещение было прототипом пальмового дворика и кафе «Парижанин», библиотеки или ресторана «А-ля карт».
- Стеклянный купол над парадной лестницей решили заменить на обычный потолок с люстрой.
- После того, как корабль сталкивается с айсбергом, пассажиры первого класса Маргарет Браун, Джон Джейкоб Астор и вымышленный персонаж по фамилии Фоули (возможно, прототип персонажа — сэр Космо Дафф Эдмунд-Гордон, реально существовавший пассажир) показаны выходящими из помещения второго класса на шлюпочной палубе в кормовой части судна. В довершение этого странного эпизода трио восхищается осколками льда, которые упали на палубу после столкновения; несмотря на то, что «Титаник» столкнулся с айсбергом правым бортом носовой части, лед не смог бы достичь того участка палубы.

## В ролях
| Актёр                                | Роль                             |
| ------------------------------------ | -------------------------------- |
| Питер Галлахер                       | Уинн Парк                        |
| Джордж К. Скотт                      | капитан Эдвард Дж. Смит          |
| Кэтрин Зета-Джонс                    | Изабелла Парадайн                |
| Тим Карри                            | Саймон Дунан                     |
| Роджер Риз                           | Брюс Исмей                       |
| Мэрилу Хеннер                        | Молли Браун                      |
| Эва Мари Сейнт                       | Хейзел Фоули                     |
| Каван Смит                           | пятый офицер Гарольд Лоу         |
| Скотт Хайлендс                       | Джон Астор                       |
| Джейн Мортил (англ. Janne Mortil)    | Мадлен Астор                     |
| Кевин Макналти (англ. Kevin McNulty) | второй офицер Чарльз Лайтоллер   |
| Теренс Кейли (англ. Terence Kelly)   | капитан «Карпатии» Артур Рострон |

## Награды
- 1997 — Эмми — Приз Outstanding Sound Mixing for a Drama Miniseries or a Special
- 1997 — Эмми — Номинация Outstanding Costume Design for a Miniseries or a Special[2]